# Филип Халсман
Филип Халсман био је амерички портретни фотограф. Рођен је у Риги 2. маја 1906. у делу Руске Империје које је касније прерасло у Летонију, а умро у Њујорку 25. јуна 1979.

## Живот и рад
Халсман је рођен у Риги, у јеврејској породици Мордуха (Макс) Халсмана, зубара, и Ите Гринтух, директорке гимназије. Студирао је електротехнику у Дрездену. У септембру 1928. године, 22-годишњи Халсман оптужен је за убиство свог оца док су били на планинарском путовању у аустријском Тиролу, подручју препуном антисемитизма. Након суђења заснованог на посредним доказима, осуђен је на четири године затвора. Његова породица, пријатељи и адвокати радили су на његовом ослобађању, добијајући подршку важних европских интелектуалаца, укључујући Сигмунда Фројда, Алберта Ајнштајна, Томаса Мана, Јакоба Васерманa, Ериха Фрома, Пола Пенлевеа, Хеинриха Едуарда Јакоба и Рудолфа Олдена, који су подржали његову невиност. Халсман је провео две године у затвору, тамо се заразио туберкулозом, а његова писма из затвора објављена су као књига 1930. ”Briefe aus der Haft an eine Freundin”:. Председник Аустрије Вилхелм Миклас помиловао га је, а ослобођен у октобру 1930.
Халсман је после тога напустио Аустрију и отишао у Француску. Почео је давати доприносе модним часописима као што је "Вог" и убрзо је стекао репутацију једног од најбољих портретних фотографа у Француској, познатог по сликама које су биле оштре, а не меко фокусиране какве су биле популарне, и по пажљиво обрезаним ивицама. Када је на Немачка напала Француску, Халсман је побегао у Марсеј. На крају је успео да добије америчку визу, уз помоћ породичног пријатеља Алберта Ајнштајна (кога је касније славно фотографисао 1947).
Халсман је постигао свој први успех у Америци радећи за козметичку кућу Елизабет Арден када је искористио имиџ модела Констанце Форд против америчке заставе у промотивној кампањи за "Липтон Ред" руж. Годину дана касније, 1942, почео је радити за часопис „Лајф“, фотографишући дизајне шешира; портрет модела у шеширу Лили Даше био је прва од његових 101 омота за „Лајф“.
1941. Халсман је упознао надреалистичког уметника Салвадора Далија; почели су да сарађују крајем 40-их. Рад „Дали Атомикус“ из 1948. истражује идеју прекида, приказујући три мачке како лете, канту бачене воде и Далија у ваздуху. Наслов фотографије је алузија на Далијево дело „Леда Атомика“ које се може видети десно од фотографије иза две мачке. Халсман је известио да је било потребно 28 покушаја пре него што је постигнут задовољавајући резултат. Халсман и Дали су на крају издали збирку своје сарадње у књизи „Далијеви бркови“ из 1954. године, која садржи 36 различитих погледа на карактеристичне уметкове бркове. Још једна позната сарадња између њих двојице била је „Далијева лобања од актова“, надреалистички Далијев портрет поред велике лобање, заправо животопис стола састављен од седам голотиња. Халсману је требало три сата да сложи моделе према Дацијевој скици. Током година појавиле су се разне преправке и алузије наово дело; најпознатија верзија је суптилно искоришћена у плакату за филм „Кад јагањци утихну", док се на промотивном плакату за филм „Пећина ужаса“ појавила упадљива реконструкција.
Халсман је 1947. направио оно што је требало да постане једна од његових најпознатијих фотографија ожалошћеног Алберта Ајнштајна, који је током фотографске сесије препричавао своје жаљење због његове улоге у Сједињеним Државама у потрази за атомском бомбом. Фотографија ће касније бити коришћена 1966. године на америчкој поштанској марки, а 1999. године на корицама часописа Тајм, када је Ајнштајн назван "Особом века".
Године 1951. НБЦ је Халсмана ангажовао да фотографише разне популарне комичаре тог времена, укључујући Милтона Берлеа, Сида Цезара, Груха Маркса и Боба Хоупа. Снимао их је у скоку што га је инспирисало  да сними многе касније фотографије познатих личности, укључујући породицу Форд, војводу и војвоткињу од Виндзора, Мерилин Монро, Мариа Феликс и Ричарда Никсона.
Халсман је прокоментарисао, "Када тражите од особе да скочи, његова пажња је углавном усмерена на чин скакања и маска пада тако да се појављује права особа." Фотограф је развио филозофију фотографије скока, коју је назвао џампологијом . Објавио је књигу скокова Филипа Халсмана 1959. године, која је садржавала језичну расправу о џампологији и 178 фотографија славних скакача.
Остале познате личности које је Халсман фотографисао укључују Алфреда Хичкока, Дин Мартина и Џери Луиса, Џуди Гарланд, Винстон Черчила, Мерилин Монро, Дороти Дендриџ, Пабла Пикаса и Жан Коктоа. Многе од тих фотографија појавиле су се на насловници „Лајф“. У таквим фотографијама користи разна своја правила фотографије. На пример, на једној од његових фотографија Винстона Черчила, изостављање његовог лица чини Халсманову фотографију још моћнијом за стварање Черчила људским.
1952. Џон Ф. Кенеди два пута је седео пред Халсмановим фотоапаратом. На омоту првобитног издања Кенедијеве књиге „Профили храбрости“ појавила се прва фотографија; друга је искоришћена у сенаторској кампањи.
Године 1958. Халсман се појавио на попису „Десет најјачих фотографа на свету“, а 1975. добио је награду за животно дело од Америчког удружења часописних фотографа, за који је био изабран за првог председника 1945. Такође је имао и многе велике изложбе широм света.
У филму „Џамп!“ Из 2007. године Халсмана је приказао Бен Силверстоун.

## Халсманових шест правила фотографије
Његова књига из 1961.Халсман о стварању фотографских идеја, расправљала је о начинима како фотографи могу да произведу необична дела следећи шест правила:
- правило директног приступа
- правило необичне технике
- правило додате необичне особине
- правило особине која недостаје
- правило сложених особина
- правило дословног или идеографског метода

У свом првом правилу Халсман објашњава да непосредност и отвореност стварају јаку фотографију. Да би један обичан и незанимљив предмет учинио занимљивим и необичним, његово друго правило наводи различите фотографске технике, укључујући необично осветљење, необичан угао, необичну композицију итд. Правило додате необичне карактеристике је покушај фотографа да привуче пажњу публике тако што ће привући свој поглед на нешто неочекивано увођењем необичне карактеристике или пропињањем у фотографији. На пример, фотографија малог дечака који држи ручну бомбу Дајане Арбус садржи оно што би Халсман назвао додатном необичном особином. Халсманово четврто правило „особина која недостају“ стимулише гледаоца да иде супротно својим очекивањима. Пето правило укључује фотографа да комбинује друга правила како би допринео својој оригиналности. Најзад, Халсманова дословна или идеографска метода је илустрација поруке на фотографији приказујући предмет што је јасније могуће.